# Shari Eubank
Shari Eubank (nascuda el 12 de juny de 1947) és una actriu estatunidenca jubilada, més coneguda pel seu paper protagonista a la pel·lícula Russ Meyer Supervixens.

## Biografia
Eubank va néixer a Albuquerque, Nou Mèxic el 12 de juny de 1947. L'any següent, la seva família es va traslladar a l'est a Farmer City, Illinois. Eubank va assistir a Farmer City High School, on va ser animadora i homecoming queen. Després de graduar-se de l'escola secundària el 1965, Eubank va estudiar a la Illinois Wesleyan University i es va convertir en membre dels Masquers, una organització de teatre estudiantil. Va seguir un treball de postgrau, abans de començar una carrera de model i actriu que inclouria dos llargmetratges.
Meyer, que va dir que "els tenia ben posats", va dir que va heretar una gran quantitat de taabie diners de la seva família.

## Filmografia
- Supervixens (1975), SuperAngel/SuperVixen
- Chesty Anderson, USN (1976), Chesty Anderson[3]